# Cristoforo Ivanovich
Cristoforo Ivanovich (chorvatsky: Kristofor Ivanović) (1620? Budva – 6. ledna 1689 Benátky) byl italský historik, básník a operní libretista dalmátského původu. Byl prvním historikem benátské opery.

## Život
Kristofor Ivanović se narodil v Budvě, která byla tehdy součástí benátské Albánie (nyní na území Černá Hory). Pocházel z rodiny Dalmatských Italů. Ještě za svého pobytu v Budvě začal psát kroniku rodného města. V roce 1655 se přestěhoval do Verony, kde se stal členem Filharmonické Akademie (Accademia Filarmonica) a Akademie dei Temperati. V roce 1657 odešel do Benátek, kde strávil zbytel života. Stal se sekretářem Leonarda Pesara, prokurátora baziliky sv. Marka. V roce 1766 byl jmenován kanovníkem baziliky.
V letech 1663–1681 napsal několik libret, která byla zhudebněna a provedena v benátských divadlech, ve Vídni a v Piacenze. Zabýval se historií. Ve svém díle, Memorie teatrali di Venzia, vytvořil katalog všech operních představení, která byla uvedena v Benátkách v letech 1637 až 1681. Všechna svá díla psal italsky.
Zemřel v Benátkách 6. ledna 1689 ve věku 69 let. Je pochován v kostele Chiesa di San Moisè. Monumentální náhrobek vytvořil sochař Marco Beltrame.

## Dílo
Opery

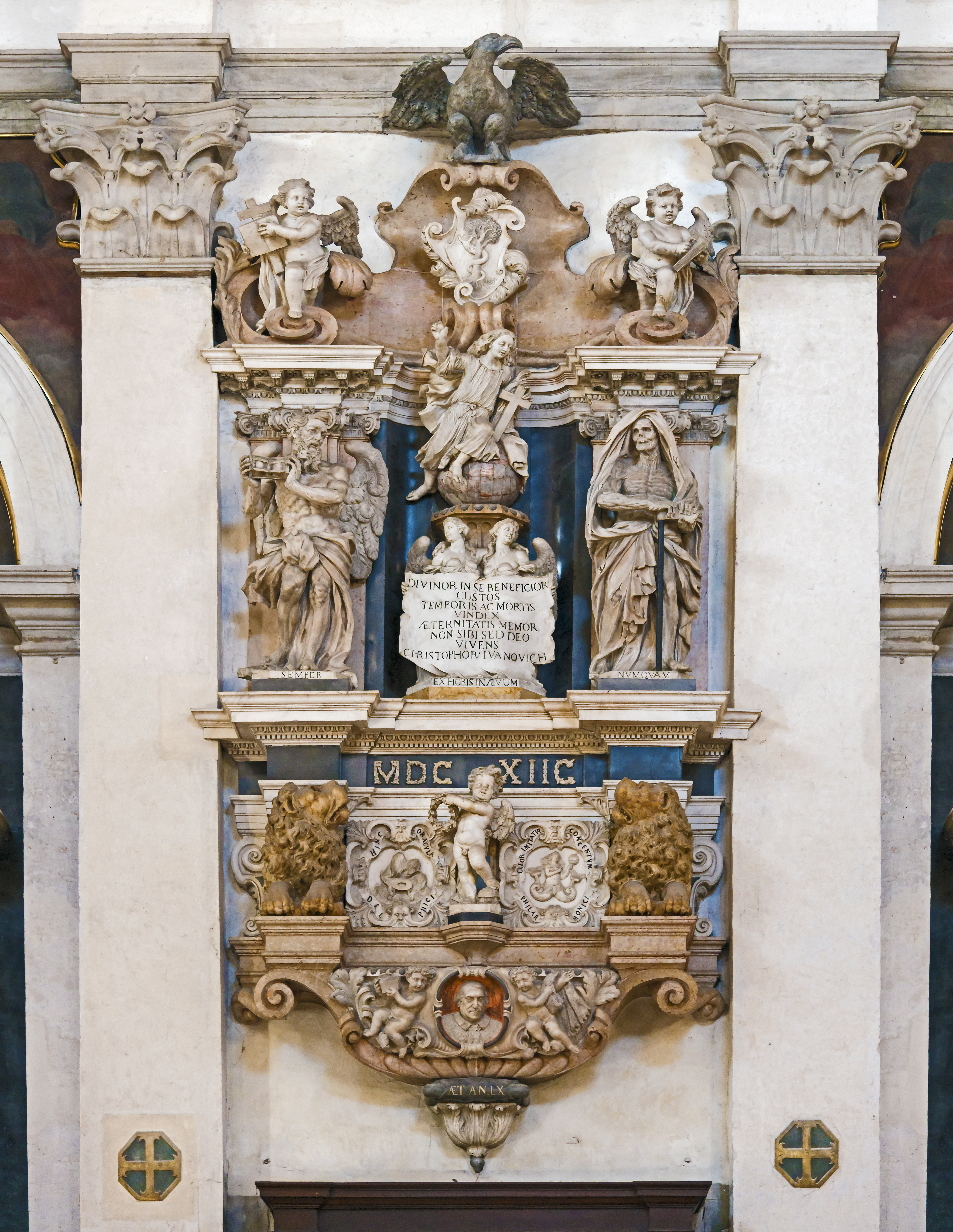
Náhrobek Kristofora Ivanoviće

- L'amor guerriero (hudba Pietro Andrea Ziani, 1663)
- La Circe (hudba Pietro Andrea Ziani, 1665 a Domenico Freschi, 1679)
- Coriolano (hudba Francesco Cavalli, 1669)
- La costanza trionfrante (hudba Gian Domenico Partenio, 1673 a Bernardo Pasquini jako Dov'è amore è pietà, 1679)
- Lisimaco (hudba Giovanni Maria Pagliardi (it), 1673)
- L'africano trionfo di Pompeo (1678)
- La felicità regnante (serenata, 1681)

Literární dílo
- Minerva al tavolino (obsahuje dopisy, eseje, poezii včetně Memorie teatrali di Venezia.
- Istoria della Lega Ortodossa contra il Turco